# Markku Kukkoaho
Markku Juhani Kukkoaho , né le 11 novembre 1946 à Puolanka, est un athlète finlandais, spécialiste du 400 mètres. 

## Biographie
Markku Kukkoaho se révèle sur 400 mètres en 1970 en battant le record finlandais, détenu depuis 1956 par Voitto Hellsten, en 46 s 1 à Leipzig. En 1971, aux championnats d'Europe qui se déroulent dans son pays à Helsinki, il termine 4e en 45 s 7, nouveau record national. L'année suivante il termine 6e des Jeux olympiques de Munich, réalisant son meilleur temps absolu, 45 s 49, un record de Finlande toujours en vigueur en 2014.
Aux championnats d'Europe de 1974, Markku Kukkoaho se classe 4e sur 400 mètres (45 s 84), et remporte la médaille de bronze sur 4 × 400 mètres aux côtés de Stig Lönnqvist, Ossi Karttunen et Markku Taskinen. En 1975 il se classe 2e du 400 m de la coupe d'Europe des nations à Nice, en 45 s 56 à quatre centièmes du Britannique David Jenkins.
Au niveau national, il remporte les championnats du Finlande sur 200 mètres à deux reprises (1971 et 1976) et sur 400 mètres à quatre reprises (1970-1972 et 1974).

### Palmarès
| Date | Compétition           | Lieu     | Résultat | Épreuve   | Performance   |
| ---- | --------------------- | -------- | -------- | --------- | ------------- |
| 1971 | Championnats d'Europe | Helsinki | 4e       | 400 m     | 45 s 7        |
| 1972 | Jeux olympiques       | Munich   | 6e       | 400 m     | 45 s 49       |
| 1972 | Jeux olympiques       | Munich   | 6e       | 4 × 400 m | 3 min 01 s 12 |
| 1974 | Championnats d'Europe | Rome     | 4e       | 400 m     | 45 s 84       |
| 1974 | Championnats d'Europe | Rome     | 3e       | 4 × 400 m | 3 min 03 s 6  |
| 1976 | Jeux olympiques       | Montréal | 8e       | 4 × 400 m | 3 min 06 s 51 |

### Records
| Épreuve    | Performance  | Lieu   | Date             |
| ---------- | ------------ | ------ | ---------------- |
| 400 mètres | 45 s 49 (RN) | Munich | 7 septembre 1972 |